# Masatoshi Takahira
Masatoshi Takahira (jap. 高比良政利 Takahira Masatoshi; ur. 26 lipca 1937 w prefekturze Nagasaki) – japoński zapaśnik walczący w stylu klasycznym. Olimpijczyk z Rzymu 1960, gdzie zajął 21. miejsce w kategorii 62 kg.